# 3956 Caspar
3956 Caspar (1988 VL1) là một tiểu hành tinh vành đai chính được phát hiện ngày 3 tháng 11 năm 1988 bởi Jensen, P. ở Brorfelde.